# Rue Léopold-Bellan
Pour les articles homonymes, voir Léopold Bellan et Bellan.
Pour les articles homonymes, voir Bout du monde et Rue du Cadran.
La rue Léopold-Bellan est une voie du 2e arrondissement de Paris, en France.

## Situation et accès
Ce site est desservi par la station de métro Sentier.

## Origine du nom
Cette voie a reçu le nom d'un conseiller municipal de quartier, Léopold Bellan (1857-1936)
.

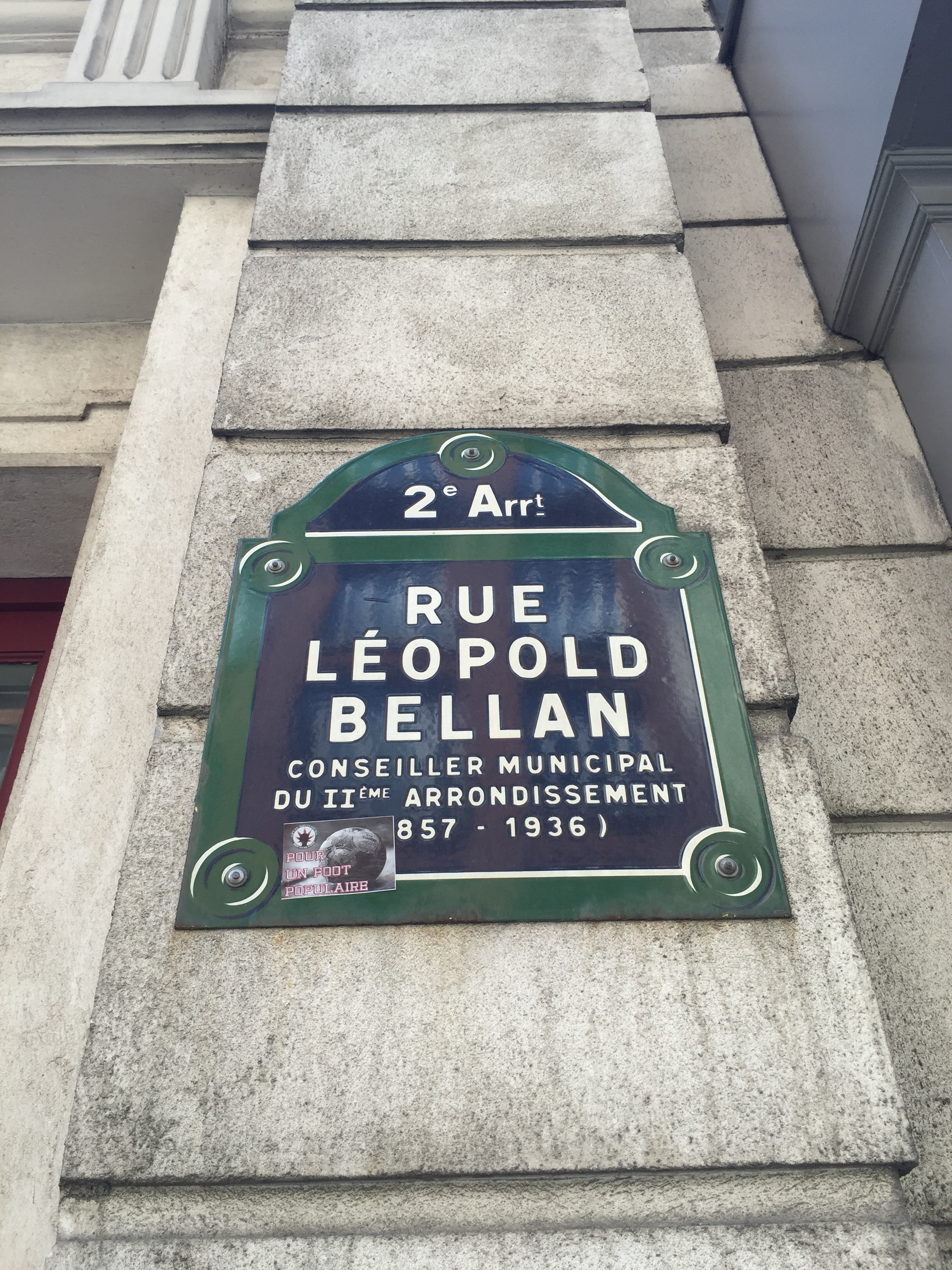
Plaque de rue de la rue Léopold-Belland.
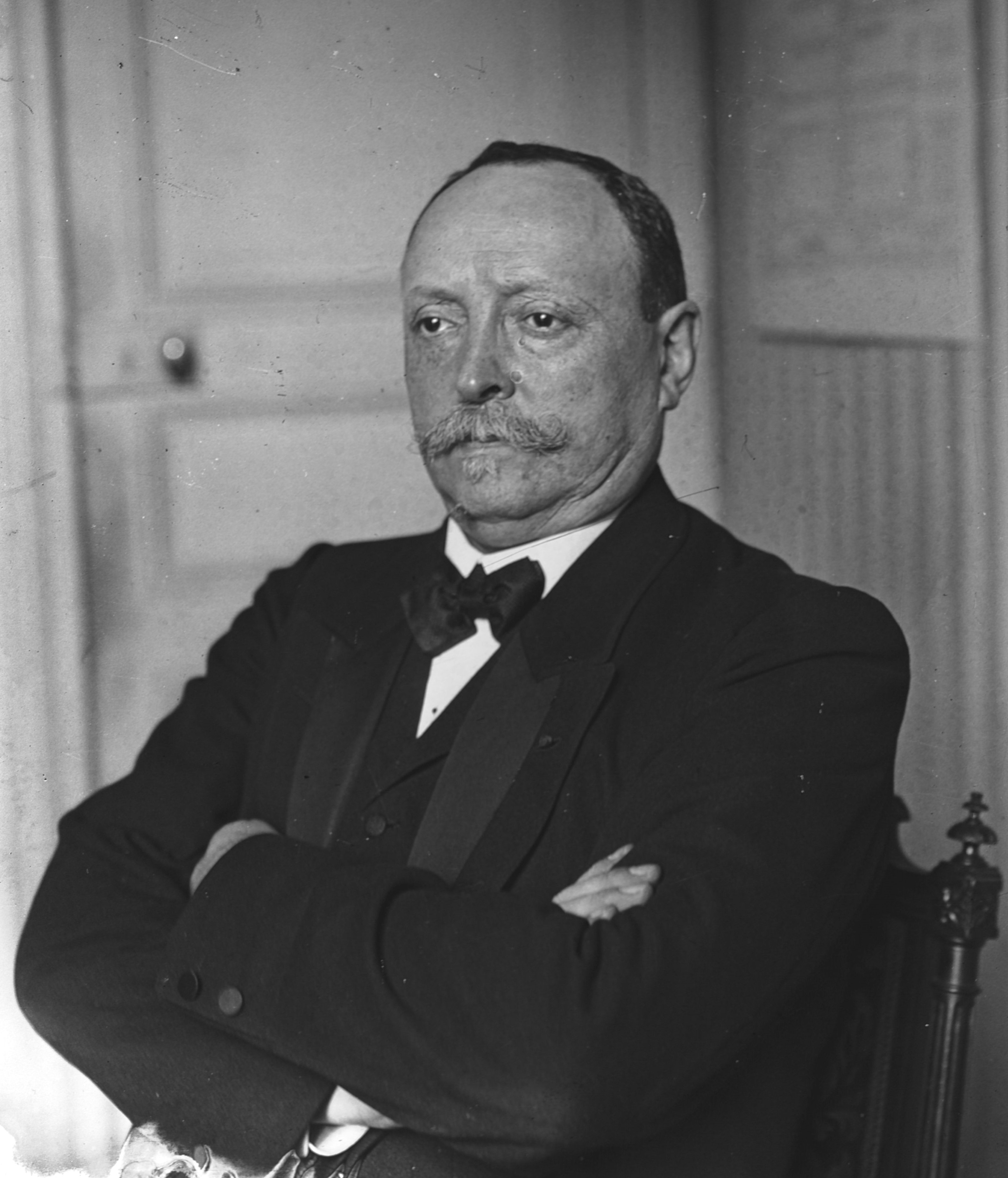
Léopold Belland en 1910.

## Historique
Cette voie qui était entièrement bâtie au XVe siècle était alors denommée « rue des Aigouts », car une branche du Grand Égout la parcourait en partie à ciel ouvert avant de rejoindre la rue puis le Faubourg-Montmartre.
Elle est citée sous le nom de « rue du Bout du monde » dans un manuscrit de 1636 dont le procès-verbal de visite, en date du 22 avril 1636, indique qu'elle est « orde, boueuse, avec plusieurs taz d'immundices ».
Alors située dans le quartier de Saint-Eustache, elle a ensuite porté, vers 1705, le nom de « rue du Bout-du-Monde » en raison de l'enseigne-rébus d'une auberge qui  montrait un os, un bouc, un duc (oiseau) et un globe terrestre, à lire : Au bout du monde. La voie débute alors rue Montmartre et se termine rue Montorgueil
Cette voie a fait partie de l’ancien 3e arrondissement de Paris de 1795 à 1860.
En 1807, à la demande des riverains, la « rue du Bout-du-Monde » prend le nom de « rue du Cadran ».
En 1815, son pavé fut exhaussé afin de faciliter la construction d'un égout couvert sur la totalité de la rue.
En 1851 la « rue du Cadran » fut rattachée  à la rue Saint-Sauveur, pour en être détachée en  1937 en prenant son nom actuel.

## Bâtiments remarquables et lieux de mémoire
- No 1 : maison construite en 1744-1745 pour le maître-maçon Étienne Régnault, dont on aperçoit les initiales sur la barre d'appui en ferronnerie aux fenêtres des trois premiers étages de l'immeuble sis 73 rue Montorgueil[4]. Depuis le 17 mai 2021, une plaque identique à celle apposée, en octobre 2014, devant le 67 rue Montorgueil honore la mémoire de Jean Diot et Bruno Lenoir, derniers homosexuels exécutés en France[5].
- No 2 : emplacement de l'auberge Au bout du monde.
- No 9 : entrée du passage Ben-Aïad, fermé au public.
- No 34 : résidence aparthôtel Edgar Suites Group, depuis 2019.
- Angle rue Léopold-Bellan/rue Montmartre : Jacques Vergier y fut assassiné par la bande de Cartouche.

## Galerie de photographies

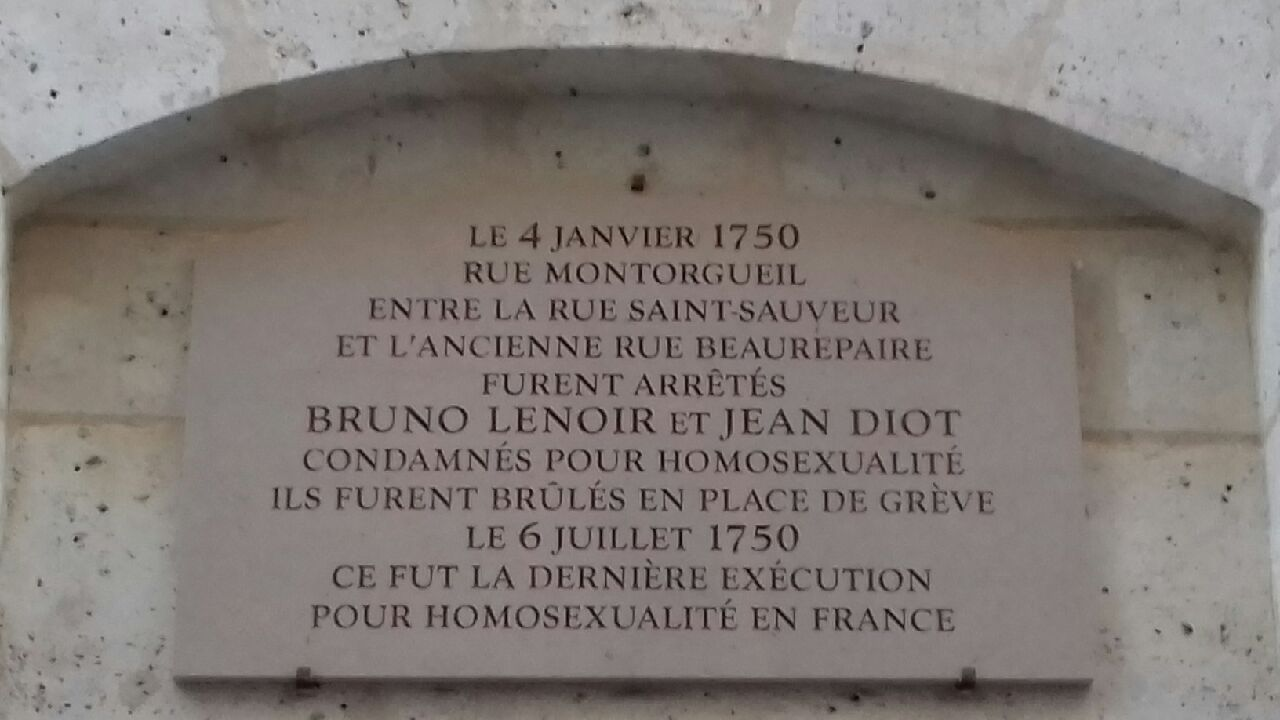
N° 1 - Plaque honorant Jean Diot et Bruno Lenoir.
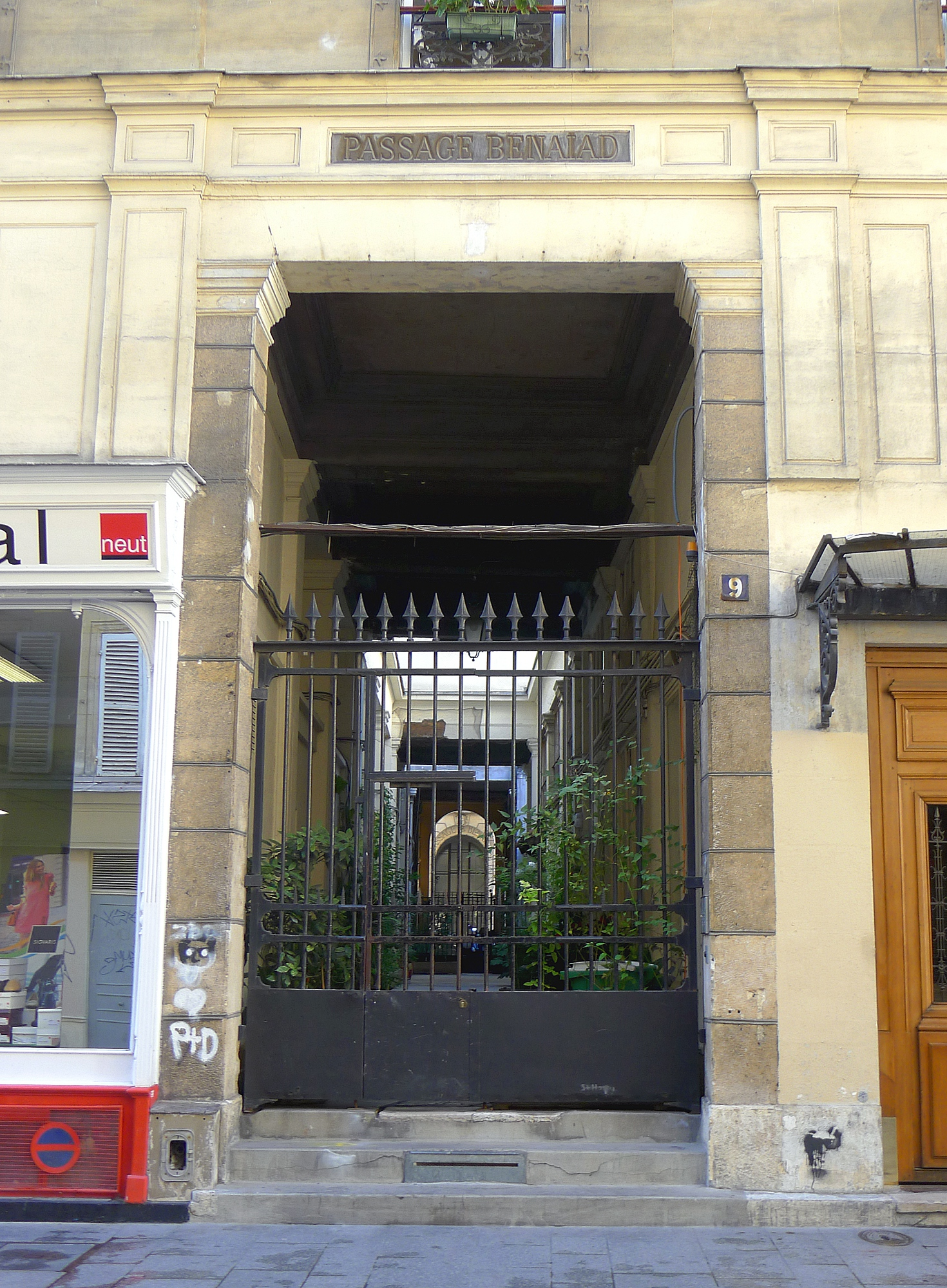
N° 9 - Passage Ben-Aïad (entrée).
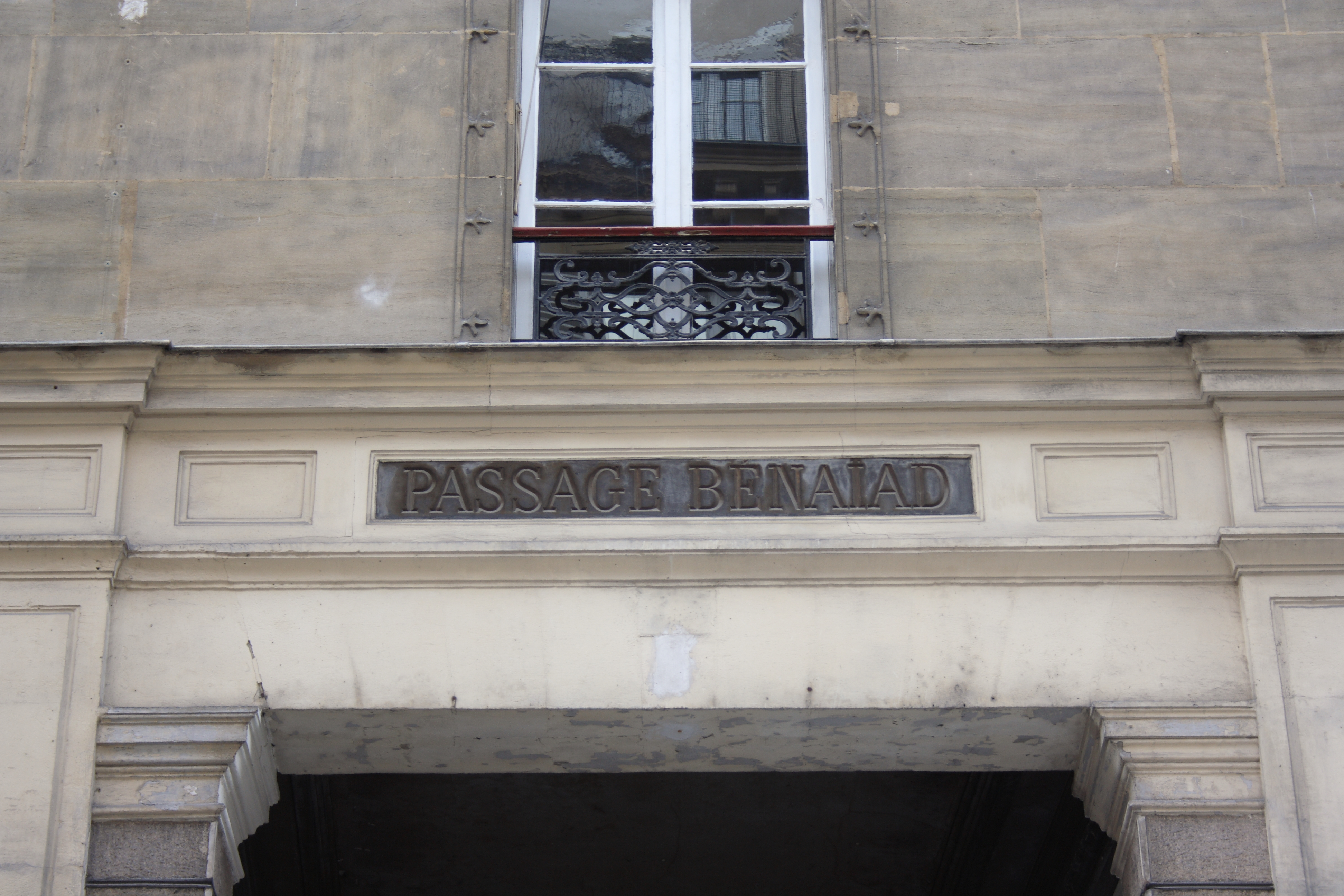
N° 9 - Passage Ben-Aïad (fronton).
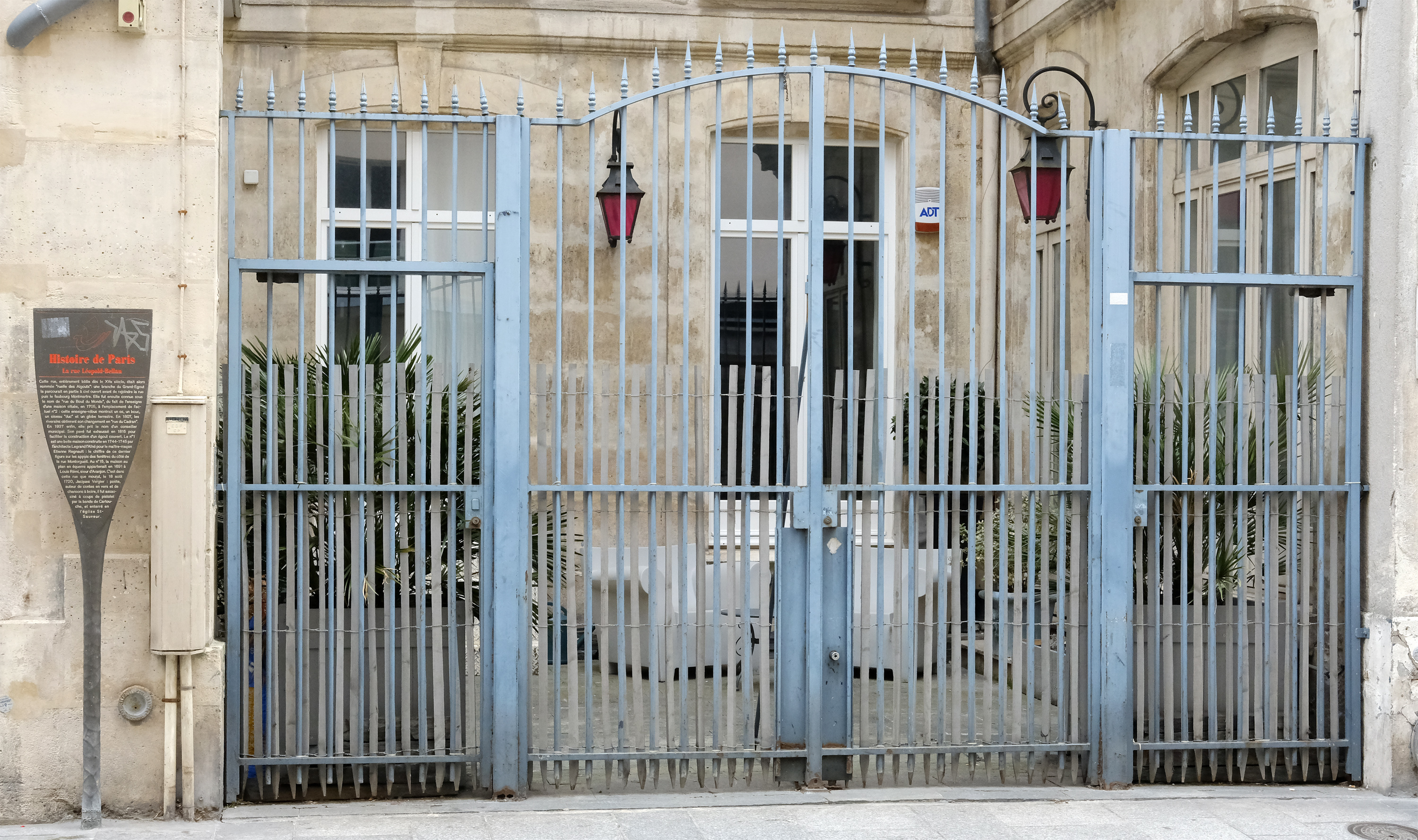
N° 11 - Panneau Histoire de Paris.

## Pour approfondir